# 羅曼·維丹費拿
羅曼·維丹費拿（德語：Roman Weidenfeller，1980年8月6日—），是一位德國足球運動員，在场上司职守門員。

## 童年
魏登费勒于1980年8月6日在迪茨出生，并成长于嫩特斯豪森。他曾参加过商务管理的职业培训。
魏登费勒在5岁时加盟埃斯巴赫塔勒体育之友俱乐部开始其足球生涯，并在当地效力了11年之久。他的父亲也会在自家院子的草地上对他进行私人训练。15岁时，魏登费勒转会至距离嫩特斯豪森160公里外的凯泽斯劳滕足球俱乐部青年部，最初是寄宿在该俱乐部。

## 俱乐部生涯

### 凯泽斯劳滕
魏登费勒于1998年晋升至这家普法尔茨俱乐部的业余队（二队）。他与俱乐部在1999年签订了一份职业合同，在作为凯泽斯劳滕一线队替补门将的同时，也担当业余队的主力门将，直至2000年。在2000-01赛季和2001-02赛季，他共参加了3场德甲比赛。在2001年3月8日，他还曾代表凯泽斯劳滕参加了对阵PSV燕豪芬的欧洲联盟杯比赛，并发挥出色。

### 多特蒙德
魏登费勒在2002年7月自由转会至多特蒙德。在该俱乐部中，他成为继延斯·莱曼之后的替补门将。由于莱曼在该赛季末期受伤，他得以在2002-03赛季中得到11次德国顶级联赛的出场机会。
在莱曼于2003年夏天转投英超俱乐部阿森纳后，魏登费勒被多特蒙德宣布为新的头号门将。但他在上半个赛季中的表现与预期不符，并经常因为失误而被登上报章头版。于是当时的俱乐部主教练马蒂亚斯·萨默尔在2004年开始的下半赛季中，更多的启用了在此前一个夏季转会而来的替补门将纪尧姆·沃姆兹。凭借着较大的年龄和更为丰富的经验，沃姆兹在当时多特蒙德的变革中给予了球队大门更多的保障。当新任主教练伯特·范马尔维克于2004-05赛季上任后，魏登费勒最初仍然需要坐在替补席上等待机会。而在第9轮主场对阵汉堡的比赛中，他令人吃惊的顶替沃姆兹首发出场。尽管多特蒙德球迷一开始对此表示无法理解，但魏登费勒最终以出色的表现重新赢得了主力位置和支持者的信赖。
在2005-06赛季，由于表现持续稳定，魏登费勒进一步巩固了他的主力门将地位。专业媒体通过大量的奖项以表彰他的表现。球迷则在2005年3月和5月将他评选为月度最佳球员。在2007-08赛季之初，魏登费勒与沙尔克04的国家队球员杰拉德·阿萨莫阿发生口角，并辱骂了这位前锋。德国足协纪律委员会旋即召开听证会，决定以“侮辱性和诋毁性的表述”为由，对魏登费勒处以禁赛3场的处罚。他还被勒令支付1万欧元的罚金。根据魏登费勒自己的描述，他当时是想要将阿萨莫阿称呼为一个“男同性恋者（schwule Sau）”。然而也有其它来源表示，它是将对手诬蔑为“黑猪（schwarzes Schwein）”。

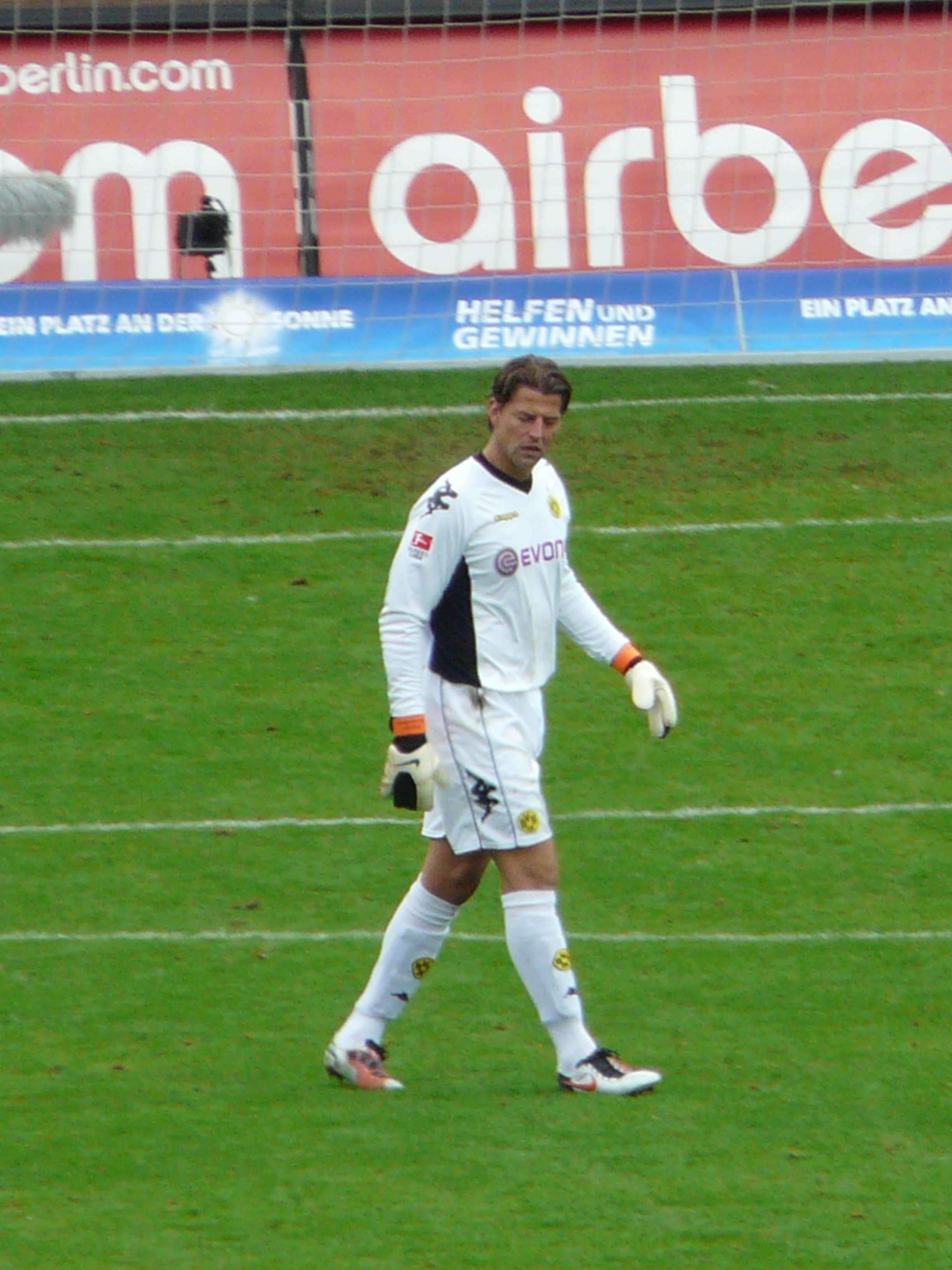
魏登费勒代表多特蒙德作赛（2010年）

自2007年12月22日起，魏登费勒开始遭受肩伤困扰，直至次年3月底才重新跟随球队训练。2008年4月12日，在他计划复出之前，他又在一次训练中导致大腿内侧韧带部分撕裂，从而需要伤停直至赛季结束。因此，在一周后于柏林进行的德国杯决赛时，魏登费勒并不在阵中，多特蒙德也通过加时赛以1比2最终不敌拜仁慕尼黑而无缘冠军。在2008-09赛季首场对阵勒沃库森的比赛中，魏登费勒再次受伤。他在没有对手侵犯的情况下损伤了自己的左膝。但这次他很快便从德甲第四轮开始重返赛场。
在2010-11赛季，魏登费勒跟随多特蒙德夺得了其职业生涯的首个德国足球冠军。2011年8月，魏登费勒在接受《鲁尔新闻》采访时的言论再次惹怒了德国足协。由于多次落选德国国家足球队，他对该媒体声称“自己或许应该把头发剪短或看起来更娇柔一些”。这番言论被部分媒体解读为暗讽德国队主教练约阿希姆·勒夫未经证实的同性恋倾向。
在2011-12赛季，魏登费勒再随多特蒙德夺得了职业生涯的第二个德国足球冠军。2012年5月12日，他又在随多特蒙德夺得德国杯冠军后而加冕双冠王，球队在决赛中以5比2大胜拜仁慕尼黑。
在2012-13赛季，魏登费勒在欧洲冠军联赛之中的表现尤其受到赞许，他帮助多特蒙德一直进入了最后的决赛。2013年5月25日，魏登费勒跟随球队在这场国家德比的决赛中，凭借对方球员阿尔扬·罗本在最后一分钟的入球，以1比2不敌拜仁慕尼黑而屈居亚军。而在此之间，他已于5月6日与球队完成续约，期至2016年6月30日止。
在2013年11月1日主场以6比1战胜斯图加特的比赛中，魏登费勒完成了自己在德甲的第300次登场。
随着克洛普在2014/15赛季结束后离开，接替他的主教练托马斯·图赫尔选择了新签约的罗曼·比尔基作为他的首选门将，多特蒙德在本赛季开始时状态极佳，在图赫尔的带领下赢得了前11场比赛。魏登费勒继续在俱乐部的欧洲比赛中发挥作用。
2016年2月5日，魏登费勒与多特蒙德签订了一份为期一年的新合同，让他在俱乐部工作到2017年。2017年5月9日，他的合同延长到2018年。在2017-18赛季结束时，他结束了自己的职业生涯，但将继续在多特蒙德以其他身份工作。他的告别赛于2018年9月7日在西格纳伊度纳公园举行，罗曼与朋友队战胜了多特蒙德明星队，魏登费勒打进两球。
在魏登费勒退休后，他仍留在多特蒙德担任国际大使。

## 国家队生涯

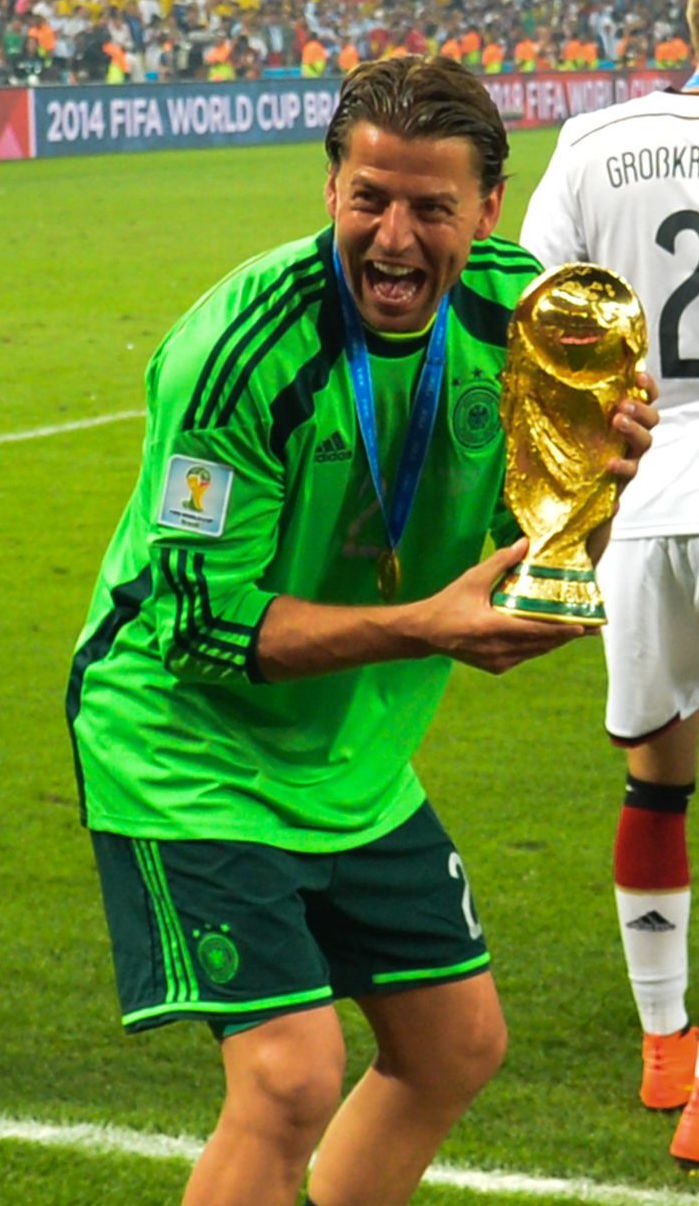
魏登费勒跟随德国国家队获得2014年世界杯

魏登费勒在国字号球队的首次亮相是于1997年4月3日，代表德国16岁以下国家足球队在魏恩海姆以0比1不敌土耳其的比赛中。他还在同年于埃及举办的U17世界杯足球赛中参加了全部6场比赛中的5场，并帮助德国以第4名完赛。此外，他还以最佳门将的身份入选了赛事的全明星阵容。在此之前，魏登费勒已于8月10日在奥贝拉欣格以5比1战胜阿曼和于8月22日在哈尔德以5比2战胜奥地利的比赛中有过两场代表德国17岁以下青年队上阵的经历。他在这一组别国家队所参加的最后一场国际比赛，是于1997年11月25日在格拉以1比1战平法国。此外，他还有过3次代表德国21岁以下国家足球队和1次代表2006之队上阵的经历。
2013年11月8日，魏登费勒得到了约阿希姆·勒夫的征召，首次入选成年组国家队。在随后于11月19日在伦敦温布利球场以1比0战胜英格兰的比赛中，他首次亮相并打满全场。凭借着33岁零105天的年龄，魏登费勒得以取代托尼·图雷克成为德国队历史上以最高龄完成首秀的门将，并且是第6高龄完成首秀的德国队球员。
2014年5月8日，魏登费勒被召入了备战2014年世界杯足球赛的德国队大名单，并于2014年6月2日成为最终的23人参赛名单中的一员。

## 荣誉
国家队
- 世界杯足球赛冠军：2014

俱乐部
- 德国足球冠军：2011、2012
- 德国杯冠軍：2012
- 德国超级杯冠军：2008（非官方）、2013

## 外部連結
- 維丹費拿官方網頁 （页面存档备份，存于）
- 足球数据库：維丹費拿的球员统计数据
- 維丹費拿 統計及新聞於世界足球資料庫（Global Football Database）
- Fussballdaten.de 維丹費拿職業數據 （页面存档备份，存于） （德文）
- 英國雅虎 維丹費拿檔案